# Sliačanka
Sliačanka – potok, lewy dopływ rzeki Wag na Słowacji. Wypływa na wysokości około 1130 m w leju źródliskowym na północnych stokach bezimiennego szczytu 1261 m w północnej grani Małego Salatyna (Malý Salatín) w Niżnych Tatrach na Słowacji. Spływa w kierunku północnym doliną o nazwie Sliačska dolina. Lewe zbocze tej doliny tworzy północny grzbiet szczytu 1261 m, prawe północno-wschodni grzbiet tego ze szczytami Sliačska Magura (1120 m) i Homôľka (950 m). Po opuszczeniu Niżnych Tatr Sliačanka wypływa na Kotlinę Liptowską, płynie przez zabudowane, należące do miejscowości Liptovské Sliače obszary osad Stredný Sliač i Nižný Sliač. W tej ostatniej skręca na północny zachód i uchodzi do Wagu na wysokości około 490 m. Następuje to naprzeciwko zbudowań miejscowości Lisková.
Sliačanka ma długość 11 km. Na mapach opisywana była dawniej także jako Sliač, Sliačik, Sliačsky potok. Nazwa pochodzi od słowa sliač oznaczającego mokradła, miejsca wypływu źródeł.
Główne dopływy: Vyšnosliačky potok (prawostronny), Zúbra (lewostronny).